# Clusiodes kinetrolicros
Clusiodes kinetrolicros är en tvåvingeart som beskrevs av Caloren och Marshall 1998. Clusiodes kinetrolicros ingår i släktet Clusiodes och familjen träflugor. Inga underarter finns listade i Catalogue of Life.